# 大舍瑙 (德国)
大舍瑙（德語：Großschönau），是德国萨克森州的市镇，隶属于格尔利茨县。总面积为23.82平方千米，截至2023年12月31日总人口为5,179人。